# Stadspark Hoofddorp
Het Stadspark Hoofddorp is een stadspark in de Noord-Hollandse plaats Hoofddorp in de gemeente Haarlemmermeer. Het park is gelegen tussen centrum en het station Hoofddorp. Het is aangelegd op de gronden van het oudste bos van Hoofddorp, het Wandelbos, dat dateert uit 1935. Verder werden ook de Fruittuinen, de Vlindertuin en het park rond de Vijver L’Hirondelle bij het park betrokken.
Het park ligt tussen de Burgemeester van der Wilgenlaan en de Kruisweg en wordt in het zuiden omgeven door de Kagertocht. De Boslaan loopt vanaf de Burg. van der Wilgenlaan naar het midden van het park.
Met de aanleg van het stadspark werd in augustus 2023 gestart en het werd in mei 2025 officieel geopend.